# 穆西恩科韋
49°5′53″N 34°49′22″E / 49.09806°N 34.82278°E
穆西恩科韋（烏克蘭語：Мусієнкове），是烏克蘭中部的村莊，隸屬第聶伯羅彼得羅夫斯克州的薩馬爾區。該村處於莫克拉扎普拉夫卡河左岸，海拔高度81米，2001年人口270。